# مدرهای نگهدارنده پتاسیم

فرمول ساختاری دیورتیک‌های نگهدارنده پتاسیم

اسپیرونولاکتون، تریامترن و آمیلوراید دیورتیکهای نگهدارنده پتاسیم (Potassium-sparing diuretics) هستند. آن‌ها بازجذب سدیم در لوله‌های دور و لوله‌های جمع‌کننده کلیه را مهار می‌کنند و دفع پتاسیم را از طریق روش‌های مختلف کاهش می‌دهند. اسپیرونولاکتون آنتاگونیست رقابتی آلدسترون در لوله دیستال نفرون است و از تشکیل پروتئینی که در انتقال سدیم مداخله می‌کند، جلوگیری می‌کند. همین امر دلیل کنترل نارسایی احتقانی قلبی است. زیرا مصرف این دارو میزان مرگ و میر را کاهش می‌دهد. اسپیرونولاکتون هم‌چنین در بیماران مبتلا به هیپرآلدوسترونیسم (همانند بیماران مبتلا به سیروز کبدی و آسیت) سودمند است.
تریامترن و آمیلوراید عبور یون‌های سدیم را با عمل مستقیم روی ناقل‌های سدیم و پتاسیم در لولهٔ دور و جمع‌کننده کاهش می‌دهند. فعالیت ادرارآوری دیورتیک‌های نگهدارنده پتاسیم در مقایسه با تیازیدها و دیورتیک‌های لوپ محدود است. به همین دلیل این داروها در درمان فشار خون بالا معمولاً به همراه تیازیدها یا دیورتیک‌های لوپ تجویز می‌شوند تا از دست دادن پتاسیم را محدود سازند.